# Camilla Horn
Pour les articles homonymes, voir Horn.
Camilla Horn (1903-1996) fut une danseuse allemande et une vedette du cinéma muet ainsi que du parlant.

## Biographie
Fille d'un fonctionnaire (un cheminot), Camilla Horn travailla dans la mode et suivit des cours de danse et de théâtre (ceux de Lucie Höflich). Elle fit ensuite du cabaret et apparut dans les revues de Rudolf Nelson.
En 1925, employée comme figurante à l'Ufa (doublure jambe de Lil Dagover), elle fut repérée par F.W. Murnau et connut une gloire immédiate dans son Faust. Dans l'année qui suivit, elle signa un contrat avec United Artists et « joua des rôles de vamp blonde dans sept films ». Certains furent produits par Joseph M. Schenck et un fut réalisé par Ernst Lubitsch, Eternal Love : elle y jouait aux côtés de John Barrymore, comme dans Tempête.
Après l'avènement du parlant, elle retourna en Europe, continua à incarner des rôles de femme fatale et devint encore plus célébrée. Parmi sa production d'alors, on peut retenir Hans in allen Gassen (la version française fut La Folle Aventure d'André-Paul Antoine, Der Letze Walser (la version française fut La Dernière Valse de Leo Mittler) et Fahrendes Volk (sa version française fut Les Gens du Voyage de Jacques Feyder).
En désaccord avec les Nazis, elle fut un temps protégée par son statut de star avant de devoir tourner en Italie entre 1941 et 1943, puis de se retirer dans une propriété de l'est de l'Allemagne.
Après la guerre, sans le sou, elle dut être interprète pour les forces américaines stationnées en Allemagne. Puis, en 1948, elle revint au théâtre dans une production de L'Aigle à deux Têtes de Jean Cocteau et passa la seconde moitié de sa vie entre scène, cinéma et télévision.

## Récompenses
En 1974, elle reçut un LOLA.
En 1987, elle reçoit le Bayerischer Filmpreis de meilleure actrice.

## Postérité
Bruce Springsteen a écrit une chanson sur Camilla Horn.

## Filmographie sélective
- 1925 : Les Chemins de la force et de la beauté (Wege zu Kraft und Schönheit) de Wilhelm Prager (de)
- 1926 : Madame ne veut pas d'enfants d'Alexander Korda (non créditée)
- 1926 : Faust, une légende allemande (Faust – eine deutsche Volkssage) de Friedrich Wilhelm Murnau
- 1926 : Tartuffe (Tartüff) de Friedrich Wilhelm Murnau
- 1928 : Tempête (Tempest) de Sam Taylor, Lewis Milestone et Viktor Tourjanski
- 1929 : L'Abîme (Eternal Love) d'Ernst Lubitsch
- 1929 : La Loge du roi (de) (Die Königsloge) de Bryan Foy
- 1930 : Vedettes (de) (Die große Sehnsucht) d'Étienne Szekely
- 1930 : Les Pirates de la grande ville (de) (Fundvogel) de Wolfgang Hoffmann-Harnisch (de)
- 1930 : La Chanson des nations (Das Lied der Nationen) de Rudolf Meinert
- 1930 : Moral um Mitternacht de Marc Sorkin
- 1931 : La Folle Aventure (Hans in allen Gassen) de Carl Froelich et André-Paul Antoine
- 1931 : Homicide involontaire (de) (Leichtsinnige Jugend) de Leo Mittler
- 1931 : Nuit sans ennui (de) (Die Nacht ohne Pause) d'Andrew Marton et Franz Wenzler
- 1931 : Les Cinq Gentlemen maudits (Die fünf verfluchten Gentlemen) de Julien Duvivier
- 1931 : L'amour dispose (Ich geh' aus und Du bleibst da) de Hans Behrendt
- 1932 : Qui a raison ? (Moral und Liebe) de Georg Jacoby
- 1937 : Le Cuirassé Sebastopol

## Sources
- (en) Cet article est partiellement ou en totalité issu de l’article de Wikipédia en anglais intitulé « Camilla Horn » (voir la liste des auteurs).